# جمال أبو عابد
جمال أحمد أبو عابد (مواليد 1 يناير 1963 في عمان) هو لاعب كرة قدم أردني دولي سابق كان يلعب كلاعب وسط. اعتزل اللعب عام 2003. بدأ مسيرته الرياضية عام 1982 مع النادي الفيصلي.

## الأهداف الدولية
| # | التاريخ       | المكان | الخصم  | النتيجة | الحصيلة | المنافسة                          |
| - | ------------- | ------ | ------ | ------- | ------- | --------------------------------- |
| 1 | 29 مارس 1985  | عمان   | العراق | 3–2     | خسارة   | تصفيات كأس العالم لكرة القدم 1986 |
| 2 | 16 يونيو 1993 | تشنغدو | الصين  | 4–1     | خسارة   | تصفيات كأس العالم لكرة القدم 1994 |

## وصلات خارجية
- جمال أبو عابد على موقع الاتحاد الدولي (مؤرشف)  (الإنجليزية)
- جمال أبو عابد على موقع قاعدة بيانات كرة القدم.إي يو (الإنجليزية)
- جمال أبو عابد على موقع ناشيونال فوتبول تيمز (الإنجليزية)
- جمال أبو عابد على موقع كووورة